# Exorista sinica
Exorista sinica là một loài ruồi trong họ Tachinidae.